# Taffuh
Taffuh (àrab: تفّوح, Taffūḥ) és una municipi palestí de la governació d'Hebron, a Cisjordània, situat 8 kilòmetres a l'oest d'Hebron. Segons l'Oficina Central Palestina d'Estadístiques tenia 13.995 habitants el 2016.

## Història
La ciutat de Beth-tappuah, literalment «Casa de la Pomera», citat al Llibre de Josuè (15: 53), sovint és situada a la zona muntanyenca de la Tribu de Judà, 5 km a l'oest-nord-oest d'Hebron. Les troballes arqueològiques a la rodalia del turó inclouen restes d'una antiga carretera, un pou a ponent, cisternes i roques tallades. Some, but not all, experts identify this now with the modern Arab village established not far from the cite.
El Survey of Western Palestine (SWP) del Fons per a l'Exploració de Palestina assenyala : «Evidentment un lloc antic, hi ha coves aquí, amb trinxeres cap a ells, com a Khurbet 'Aziz, i s'extreu la roca. Una antiga carretera condueix al poble.»

### Època otomana
En 1838, a finals de l'Imperi Otomà, Teffuh era assenyalada com una vila otomana, situada al nord d'el-Khulil, i a l'oest de la carretera cap a Jerusalem.
En 1863 Victor Guérin la va visitar, i va trobar que la vila tenia uns 400 habitants. També va assenyalar que algunes cases semblaven antigues. Una llista de pobles otomans de prop de 1870 comptava amb 54 cases i una població de 161, tot i que el recompte de població només incloïa homes.
En 1883 el Survey of Western Palestine (SWP) del Fons per a l'Exploració de Palestina descrivia Taffuh com «un poble d'aspecte antic, situat a la vora d'una cresta, al nord es troben els pendents pronunciats de Wady Kedir, en què es troben les olives que pertanyen al lloc. Una antiga carretera principal passa pel poble i corre pel sòl pla cap a l'oest per un petit camí, aleshores descendeix la cresta. Hi ha un pou d'aigua a l'oest, amb cisternes, coves i escates de roca. El poble té vinyes al voltant i bones fonts a la vall a l'oest.»

### Mandat Britànic de Palestina
En el cens de Palestina de 1922, dut a terme per les autoritats del Mandat Britànic, Taffuh tenia 461 habitants, tots musulmans, incrementats en el cens de 1931 a 580 musulmans en 124 cases habitades.
En el cens de 1945 la població de Taffuh era de 780 musulmans, que posseïen 12,103 dúnams de terra segons una enquesta oficial de terra i població. 1,073 dúnams eren plantacions i regadiu, 3,543 per a cereals, mentre 31 dúnams eren sòl edificat.

### Després de 1948
Després de la Guerra araboisraeliana de 1948 i els acords d'armistici de 1949, Taffuh va quedar sota un règim d'ocupació jordana. Des de la Guerra dels Sis Dies en 1967, Taffuh ha romàs sota ocupació israeliana.